# Regencia de Argel
La Regencia de Argel fue un estado centrado en Argel, que cubría todas las tierras del norte de la moderna Argelia. Fue establecido en 1516 cuando Jeireddin Barbarroja capturó la ciudad. La regencia de Argel fue el centro principal del poder otomano en el Magreb. Rivalizó y desplazó a los Ziyánidas, a los Hafsidas y las posesiones españolas en el norte de África, y fue un importante centro de piratería del Mediterráneo hasta la conquista francesa de Argelia en 1830.

## Historia

### Establecimiento
A partir de 1497, los españoles se lanzaron a la conquista de numerosas plazas en la costa del norte de África con el fin de proteger su comercio de los piratas berberiscos, entre ellas: Melilla (1497), Mazalquivir y Cazaza (1505), Orán y Dellys (1509), Bugía, Trípoli, Argel, Cherchell y Tenés (1510).
Por la misma época, los hermanos turcos Oruç y Jeyreddín (este último conocido por los europeos como Barbarroja, o «Barba Roja») comenzaron a operar desde el Túnez dominado por los hafsidas. En 1516, Aruj trasladó su base de operaciones a Argel y pidió la protección del Imperio otomano en 1517, pero murió en combate en 1518 durante la invasión del Reino de Tlemecen. Jeireddín le sucedió como comandante militar de Argel.

### La ocupación de Argel
Aruj, el hermano de Barbarroja, capturó Argel en 1516, a excepción de la zona del peñón de Argel, controlada por los españoles. Tras la muerte de Aruj en 1518 a manos de los españoles durante el sitio de Tlemecen, Barbarroja solicitó la ayuda del Imperio otomano, a cambio de reconocer la autoridad otomana en sus dominios. Antes de que la ayuda otomana pudiera llegar, los españoles intentaron recuperar la ciudad de Argel en 1518 fracasando. Barbarroja en 1529 les arrebató también el Peñón de Argel.

### Base en la guerra contra España
Jeyreddin Barbaroja estableció la base militar para su regencia. Los otomanos proporcionaron una guarnición de apoyo de 2000 soldados turcos con artillería. Dejó a Hasan Agha al mando en su nombre cuando tuvo que ir a Constantinopla en 1533. Un ataque de una alianza cristiana comandada por Carlos V, fracasó en 1541 durante la llamada Jornada de Argel.
El hijo de Barbarroja, Hasan Pasha fue el primer gobernador de la Regencia en ser designado directamente por el Imperio otomano en 1544, cuando su padre se retiró, y obtuvo el título de beylerbey. Argel se convirtió entonces en una base en la guerra contra España y también en los conflictos con Marruecos.
Los Beylerbeys continuaron siendo nominados de por vida hasta 1587. Después de que España enviara una embajada a Constantinopla en 1578 para negociar, lo que lleva a una paz formal en agosto de 1580, la Regencia de Argel se convirtió en un territorio otomano formal, en lugar de sólo una base militar en la guerra contra España. En este momento, el Imperio otomano creó una administración otomana regular en Argel y sus dependencias, encabezados por bajás, con términos de tres años para consolidar el poder otomano en el Magreb.

### La piratería en el Mediterráneo

El territorio de la regencia en torno al 1700.

A pesar del fin oficial de las hostilidades con España en 1580, los ataques a los convoyes cristianos y la trata de esclavos se convirtieron en la principal fuente de ingresos de la Regencia de Argel.
A principios del siglo xviii, Argel se convirtió, junto con otros puertos del norte de África como Túnez, en una de las bases de la piratería anglo-turca con al menos ocho mil piratas que operaban desde la ciudad en 1634.
Una carta contemporánea dice:

La infinidad de bienes, mercancías de joyas y tesoros tomadas por nuestros piratas ingleses todos los días de los cristianos y llevadas a Allarach, Algire y Túnez contribuye al gran enriquecimiento de Moros y turcos y para empobrecer a los cristianos
Carta de contemporáneos enviada desde Portugal a Inglaterra.

La piratería procedente de Argel y la esclavitud de los cristianos que esta causaba fueron un problema importante a lo largo de los siglos, que dio lugar a expediciones punitivas regulares de las potencias europeas. España (1775, 1783, 1784), Dinamarca (guerra danesa-argelina 1769-1772), Francia (1661, 1665, 1682, 1683, 1688) e Inglaterra (1622, 1655, 1672) llevaron a cabo bombardeos navales contra Argel. Abraham Duquesne luchó contra los piratas berberiscos en 1681 y bombardeó Argel entre 1682 y 1683, para socorrer a los cristianos cautivos.

### Guerras berberiscas
Durante el siglo xix, la Regencia de Argel recurrió de nuevo a la generalizada piratería contra el transporte marítimo de Europa y los jóvenes Estados Unidos de América, debido principalmente a las dificultades fiscales internas. Esto motivó a su vez la primera y segunda guerras berberiscas; esta última culminó en agosto de 1816 con el bombardeo naval de Argel.

### La invasión francesa
Durante las guerras napoleónicas, la Regencia de Argel se había beneficiado considerablemente del comercio en el Mediterráneo y de las abundantes importaciones francesas de alimentos, comprados fundamentalmente a crédito por el Estado francés. En 1827, Hussein Dey, gobernante otomano de Argelia, exigió el pago de una deuda contraída por Francia con Argelia treinta y un años antes, en 1799, por la compra de víveres para alimentar a los soldados de la campaña napoleónica en Egipto.
El cónsul francés Pierre Deval se negó a dar respuestas satisfactorias al dey, y en un arranque de ira, Hussein Dey tocó al cónsul con su abanico. Carlos X utilizó este gesto del dey como excusa para romper las relaciones diplomáticas. La invasión francesa de Argel en 1830 acabó con la Regencia de Argel, a la que siguieron ciento treinta y dos años de dominio francés.

## Condición política
Después de su conquista por los turcos, Argelia se convirtió en una provincia del Imperio otomano. La Regencia fue gobernada sucesivamente por beylerbeys (1518-1570), bajás (1570-1659), agás (1659-1671) y luego deys (1671-1830), siempre en nombre del sultán otomano.
Hasta 1671, a los beylerbeys, bajás y agás los nombraba el sultán otomano y se sometían a su autoridad. Después de un golpe de Estado en 1671, la Regencia adquirió un alto grado de autonomía y se convirtió en una república militar, gobernada en nombre del sultán otomano por deys, funcionarios elegidos, ya fuese por la milicia otomana o los capitanes. De 1718 en adelante, los deys fueron elegidos por el Diván, una asamblea que representaba los intereses de los dos capitanes y los jenízaros.

## Demografía
A partir de 1808, la población de la Regencia de Argel contaba con cerca de tres millones de personas, de los cuales diez mil eran «turcos» (categoría que englobaba kurdos, musulmanes griegos y de ascendencia albanesa y turcos propiamente dichos) y cinco mil kouloughlis (del turco oğlu kul, «hijo de esclavos (jenízaros)», es decir, criollo de los turcos y mujeres locales). En 1830, más de diecisiete mil judíos vivían en la Regencia.